# Flughafen Palmerston North

i7
i11
i13
Der Flughafen Palmerston North (englisch Palmerston North Airport, IATA-Code: PMR, ICAO-Code: NZPM) ist ein Verkehrsflughafen in Neuseeland. Er befindet sich am Rande der Stadt Palmerston North nördlich des Stadtteils Milson.
Von dem Flughafen werden Ziele im Inland bedient. Des Weiteren nutzen die School of Aviation der Massey University und die Rescue Fire Services den Flughafen. 323.615 Passagiere wurden im Geschäftsjahr 2021/22 abgefertigt.

## Geschichte
Der Flughafen wurde 1931 erstmals genutzt. Die Milson Aerodrome Society errichtete eine Grasbahn für privaten Flugverkehr. Die kommerzielle Luftfahrt begann 1936 durch die Union Airways. Im Zweiten Weltkrieg wurde der Platz auch militärisch genutzt.
In den 1950er Jahren wurde die Startbahn asphaltiert und ein Terminal errichtet. Im Jahr 1992 folgte der Bau eines neuen Terminals.

## Fluggesellschaften und Ziele
Der Palmerston North Airport wird von Air New Zealand Link und Originair angeflogen. Für die Flüge nach Auckland und Christchurch werden von Air New Zealand Link ATR 72 eingesetzt.

## Verkehrszahlen
| Geschäfts- jahr | Fluggastaufkommen |
| --------------- | ----------------- |
| 2001            | 390.000           |
| 2002            | 370.188           |
| 2003            | 422.494           |
| 2004            | 587.706           |
| 2005            | 547.536           |
| 2006            | 543.146           |
| 2007            | 541.566           |
| 2008            | 508.780           |
| 2009            | 428.946           |
| 2010            | 422.434           |
| 2011            | 449.070           |
| 2012            | 449.318           |
| 2013            | 445.147           |
| 2014            | 484.890           |
| 2015            | 466.557           |
| 2016            | 515.727           |
| 2017            | 629.400           |
| 2018            | 657.515           |
| 2019            | 687.142           |
| 2020            | 498.442           |
| 2021            | 400.467           |
| 2022            | 323.615           |

1. ↑  Die Geschäftsjahre enden jeweils am 30. Juni des angegebenen Jahres. Bis 2003 endeten sie noch am 31. März, das Geschäftsjahr 2004 stellte ein Übergangsjahr mit 15 Monaten dar.

## Zwischenfälle
- Am 9. Juni 1995 unterbrach der Kapitän einer De Havilland Canada DHC-8-100 der Ansett New Zealand (ZK-NEY), die einen Flug von Auckland zum Flughafen Palmerston North durchführte, im Landeanflug mehrfach den Ersten Offizier, als dieser die Landecheckliste abarbeitete. Der Kapitän wies den Ersten Offizier an, einzelne Punkte der Checkliste zu überspringen und das Fahrwerk auszufahren. Derart abgelenkt von seiner eigentlichen Aufgabe, das Flugzeug zu fliegen, lenkte der Kapitän die Maschine schließlich in hügeliges Gelände (Controlled flight into terrain). Von den 21 Personen an Bord starben vier – der Flugbegleiter und drei Passagiere (siehe auch Ansett-New-Zealand-Flug 703).[8]
- Am 3. Oktober 2003 erlitt eine Frachtmaschine vom Typ Convair CV-580 ZK-KFU der Air Freight NZ auf dem Flug von Christchurch nach Palmerston North beim Durchfliegen einer Zone mit extremen Vereisungsbedingungen aufgrund starker Eisbildung einen Strömungsabriss und stürzte bei Kapiti Coast in die Tasmanische See. Bei dem Absturz wurden die strukturellen Belastungsgrenzen der Maschine überschritten, sodass diese noch in der Luft auseinanderbrach. Die beiden an Bord befindlichen Piloten starben (siehe auch Air-Freight-NZ-Flug 642).